# Lycaena wiskotti
Lycaena wiskotti är en fjärilsart som beskrevs av Courvoisier 1913. Lycaena wiskotti ingår i släktet Lycaena och familjen juvelvingar. Inga underarter finns listade i Catalogue of Life.